# Second Summer of Love
Als Second Summer of Love (Zweiter Sommer der Liebe) bezeichnet man in Anlehnung an den Summer of Love die Sommer der Jahre 1988 und 1989, in denen die neue Musikrichtung Acid House im Vereinigten Königreich populär wurde. Parallel entwickelte sich die Rave-Kultur mit dem konzeptionellen Schwerpunkt auf ekstatischem Tanz und oftmals schnellem Wechsel der DJs. Zeitgleich wurde die „Partydroge“ Ecstasy immer populärer. Als Erkennungszeichen der Acid-House-Szene diente das Smiley-Symbol.
Zentren der Entwicklung waren Manchester mit dem Club Hacienda und London mit dem Club The Shoom. 
Der Second Summer of Love wurde mehrmals musikalisch aufgegriffen, so zum Beispiel 1989 im gleichnamigen Musiktitel der Band Danny Wilson oder 2014 im ebenfalls gleichnamigen Stück der kanadischen Rockband Pink Mountaintops.